# 凱德莊園

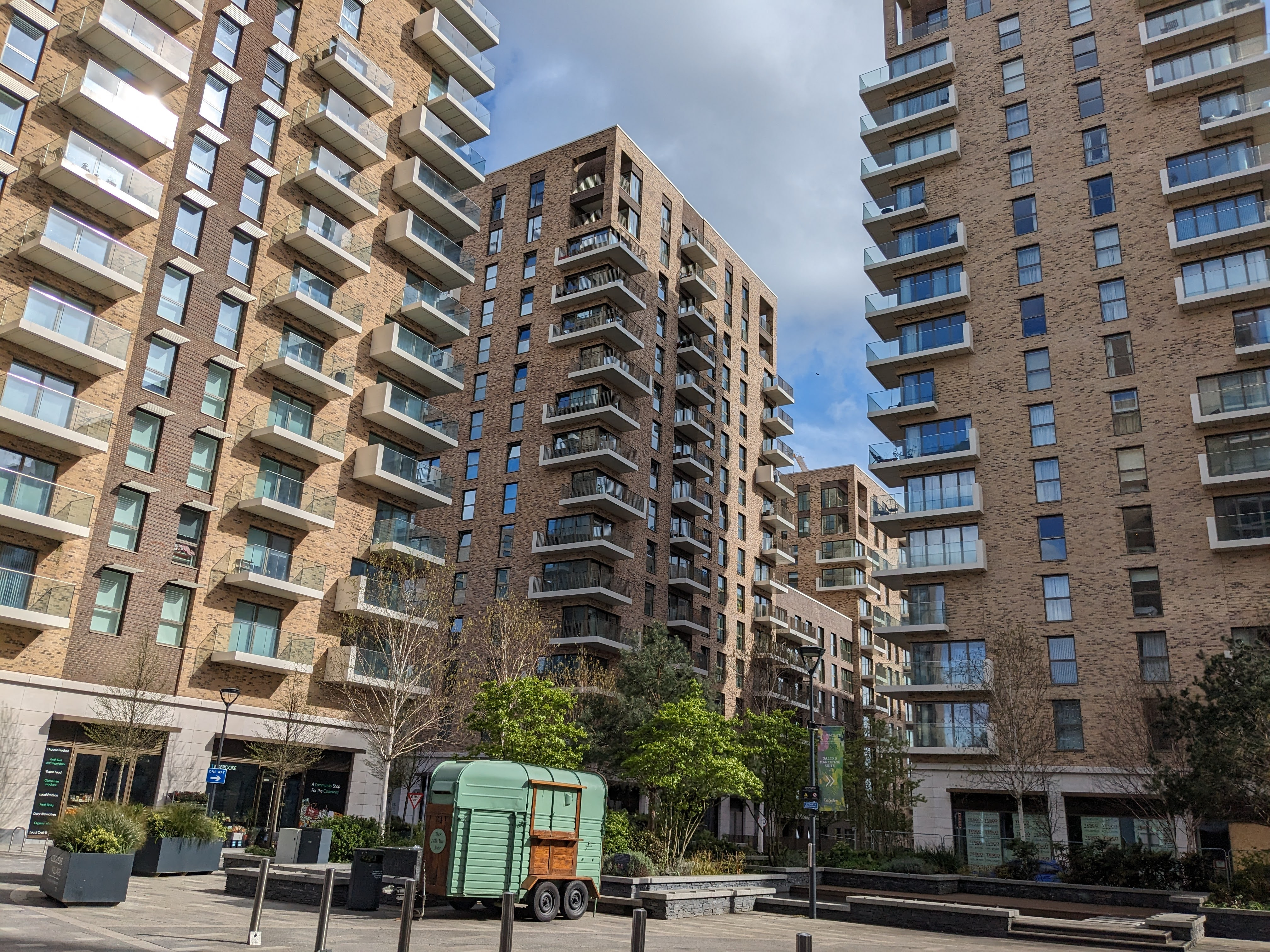
凱德莊園於火車站旁的公共空間

凱德莊園（英語：Kidbrooke Village）是一個住宅開發項目，位於英國倫敦格林威治皇家自治市的基德布鲁克地區。 它是一個更大的重建項目的一部分，旨在將前Ferrier Estate改造成一個新的混合用途社區。 該開發案是當地政府、住房開發商和社區利益相關者的共同努力。

## 歷史
現在被稱為凱德莊園的地區最初是Ferrier Estate的所在地，這是一座建於 20 世紀 60 年代和 1970 年代的大型戰後公共住宅區。 到了21世紀初，莊園年久失修，被認為不適合現代生活標準，因此制定了重建計畫。

### 發展
凱德莊園的重建工作於2010年代初期開始，旨在以一個充滿活力的新社區取代老化的Ferrier Estate。 該項目的設計包括住宅單元、商業空間和公共設施。 該開發項目的主要特點包括高品質建築、綠色空間和對永續發展的關注。

## 社區和設施

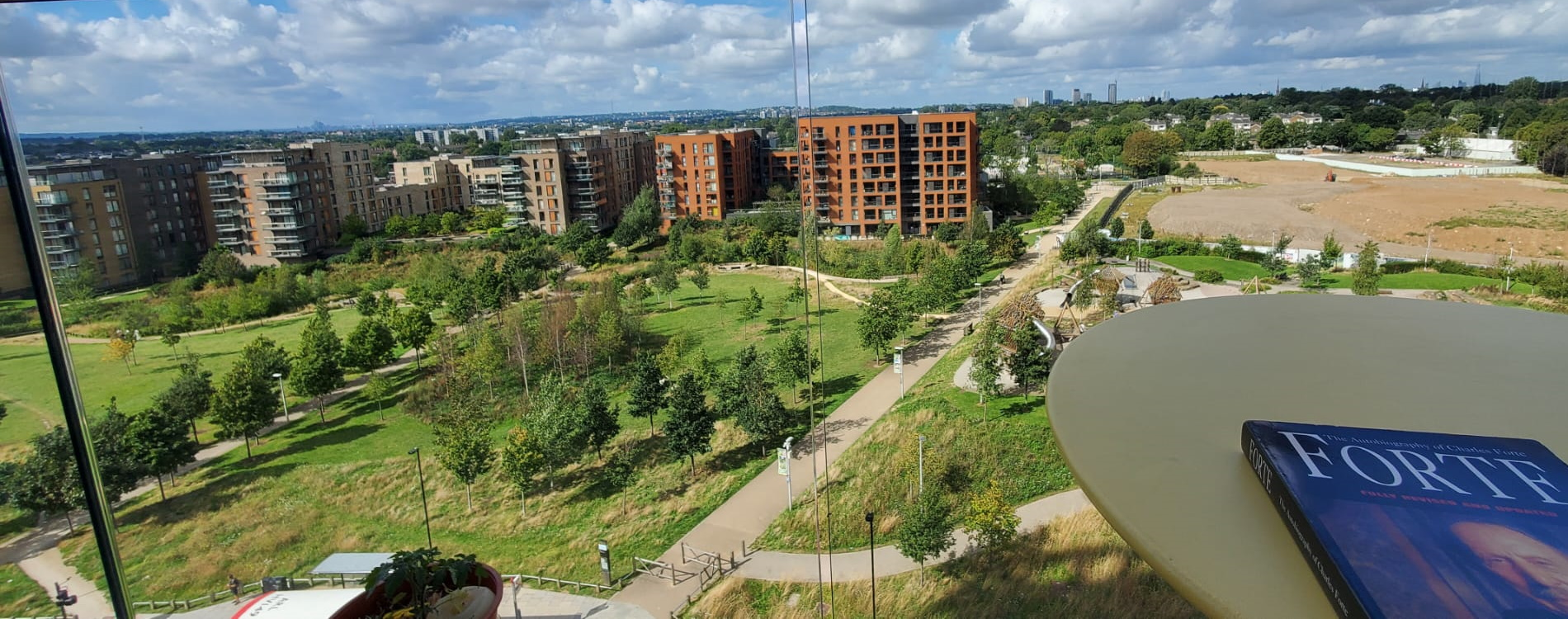
卡托公園遊樂場，右上角背景遠處為全倫敦最高的碎片大厦。

凱德莊園為居民提供各種便利設施，包括商店、咖啡館、學校和醫療設施。 火車站旁邊還有街頭美食市場。 該開發案還擁有廣闊的景觀區、遊樂場和體育設施，提倡健康和積極的生活方式。 2020年，凱德莊園內的卡托公園遊樂場榮獲大衛·愛登堡增強生物多樣性大獎。

## 交通
該村公共交通四通八達，基德布魯克火車站提供前往倫敦市中心和其他目的地的火車服務。 從火車站到倫敦金融城需要20分鐘。 此外，該地區有多條巴士路線，方便前往週邊社區，包括北格林威治、布萊克希斯、卡蒂薩克號。

## 環境影響

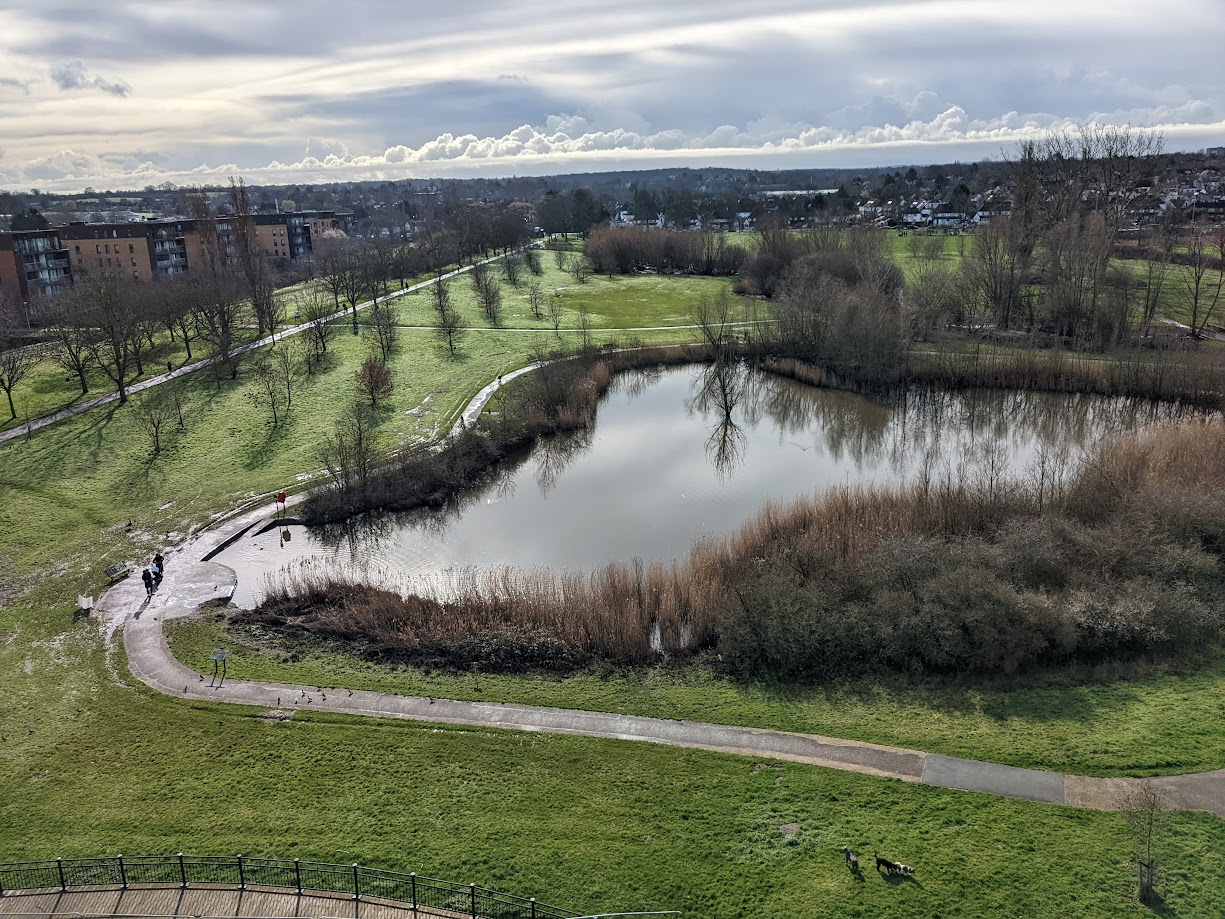
從凱德莊園觀望薩克利夫公園(Sutcliffe Park)

永續發展一直是基德布魯克村發展的關鍵考慮因素。 地區內包括了節能建築設計、再生能源的使用以及自然棲息地的保護。 該地區的當地自然保護區包括佔地16.7公頃的薩克利夫公園(Sutcliffe Park)等。該開發案還設有雨水收集系統和電動車充電站。